# Lotus delortii
Lotus delortii är en ärtväxtart som beskrevs av Friedrich Wilhelm Schultz. Lotus delortii ingår i släktet käringtänder, och familjen ärtväxter. Inga underarter finns listade i Catalogue of Life.